# 1a Divisió de Marines (Estats Units)
La 1a Divisió de Marines és una divisió d'infanteria de marina del Cos de Marines dels Estats Units, amb base a Camp Pendleton, Califòrnia. Està subordinada a la I Força Expedicionària del Cos de Marines.
És la divisió en servei actiu major i més antiga del Cos de Marines, representant una força preparada de combat de més de 19.000 membres. És una de les 3 divisions del Cos de Marines actualment en servei, i té un paper múltiple. Anomenada "The Old Breed" (La vella raça), i és la part de combat de la I Força Expedicionària de Marines (1 MEF).

## Missió
La divisió s'usa com a element de combat terrestre del I Força Expedicionària pot oferir forces organitzades per operacions d'assalt i les operacions que puguin venir derivades. La 1a Divisió de Marines ha de ser capaç de realitzar una entrada a la força amfíbia per a la força Naval Expedicionària (NEF), i portar a terme les subseqüents en qualsevol situació operativa.

## Organització

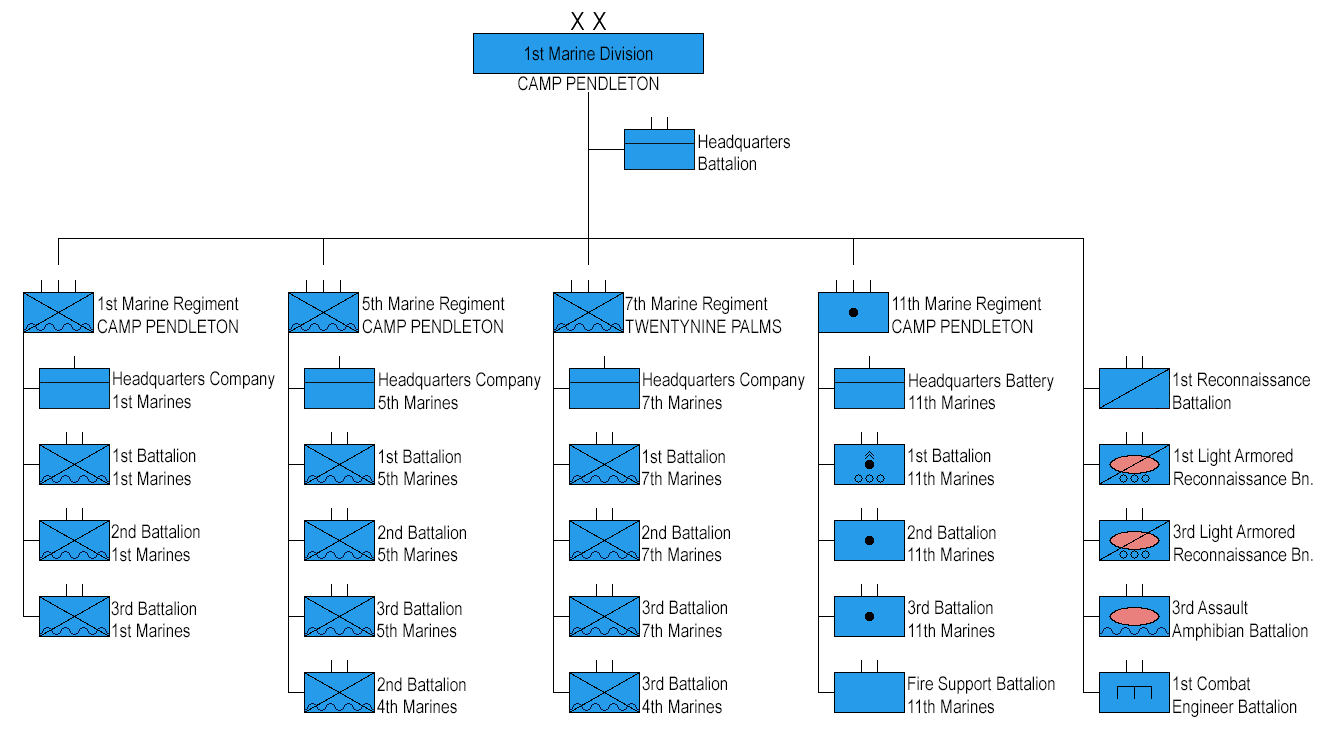
Estructura de la 1a Divisió de Marines

Actualment la 1a Divisió de Marines està organitzada al voltant de 4 regiments:
- 1r Regiment de Marines
- 5è Regiment de Marines
- 7è Regiment de Marines
- 11è Regiment de Marines

A més compta amb diverses unitats menors, enquadrades fora dels regiments, però que reporten directament al comandant de la divisió. Entre aquestes unitats estan el 1r Batalló d'Enginyers de Combat, el 1r Batalló de Reconeixement Cuirassat Lleuger, el 1r Batalló de Reconeixement, el 1r Batalló de Tancs, el 3r Batalló d'Assalt Amfibi i el 3r Batalló de Reconeixement Cuirassat Lleuger.

## La Insígnia
Originàriament anomenada un blasó de batalla, la insígnia d'espatlla de la 1a Divisió de Marines va ser dissenyada pel Lt. Col Merrill Twining, D-3, al febrer de 1943, mentre que la divisió estava estacionada a Victòria (Austràlia) davant els rumors que afirmaven que les tropes del USMC haurien de portar uniformes de l'Exèrcit durant la II Guerra Mundial.
El rombe blau amb la Creu del Sud és semblant a la bandera de Victòria. El número 1 en vermell representa la divisió, amb la seva associació en la batalla de Guadalcanal, i la constel·lació també indica la zona on va tenir lloc l'operació.
Van ser brodades per primera vegada per una empresa australiana, i cada Marine en va rebre dues, per a ser cosides a l'espatlla de la seva guerrera.
La 2a Divisió de Marines tenia un blasó amb el mateix disseny, amb una serp vermella amb forma de "2", on també es llegia "Guadalcanal".
La insígnia d'espatlla va ser oficialment autoritzada el 15 de març de 1943. Alguns membres de la divisió que havien combatut a Guadalcanal portaven el blasó de batalla a l'espatlla dreta, per distingir-se de les lleves que no havien estat al "Canal".

## Història
L'inici de la divisió data del 8 de març de 1911, quan es formà a Guantànamo (Cuba) el 1r Regiment de Marines. El 5è de Marines va ser creat a Veracruz (Mèxic) el 13 de juliol de 1914, i participà en 15 grans combats durant la I Guerra Mundial, incloent-hi Belleau Wood, Chateau Thierry i St. Mihiel. El 7 d'agost de 1917, el 7è de Marines va formar-se a Filadèlfia (Pennsilvània), i fins al final de la I Guerra Mundial va estar-se a Cuba, sent dissolt després de la guerra. L'11è de Marines va crear-se el gener de 1918 al Quantico, Va. com un regiment d'artilleria lleugera. Va ser traslladat a França com a unitat d'infanteria, afegint-se una companyia de metralladores i una companyia de guàrdies. Dissolt i reactivat en dues ocasions durant el període d'entre guerres, el regiment va ser reformat el 1950 com a unitat d'artilleria.

### Segona Guerra Mundial

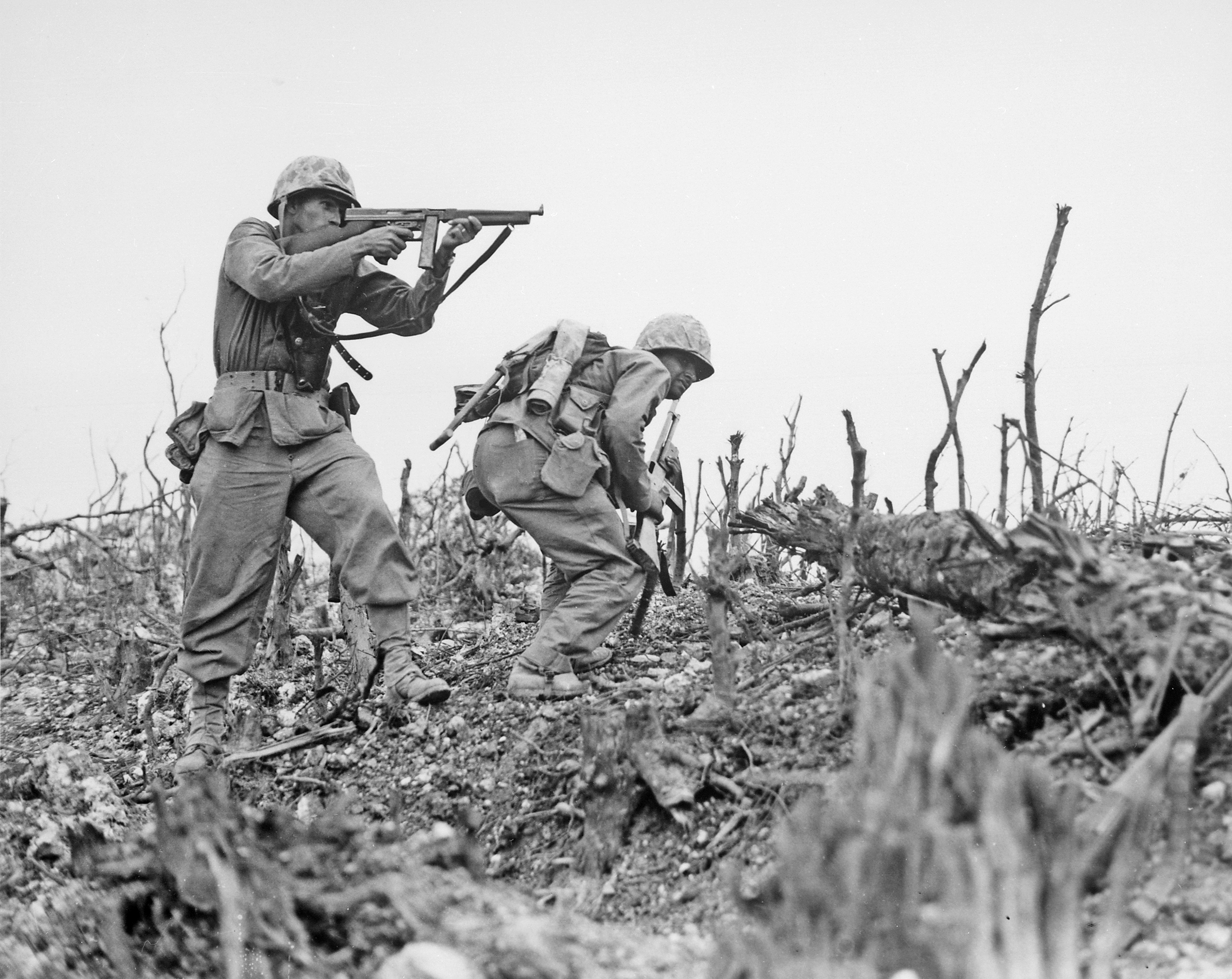
Marines a Okinawa, 1945.

La 1a Divisió de Marines va ser posada en actiu a bord USS Texas de l'1 de febrer de 1941. Les unitats de la divisió estaven escampades pel Pacífic, amb elements de suport i el 1r de Marines en ruta cap a Nova Zelanda a bord de 3 vaixells, els USATs Ericsson, Barnett i Elliott, i després van ser desembarcades a l'illa de Guadalcanal, a les illes Salomó, el 7 d'agost de 1942.
Inicialment només el 7è de Marines estava aquarterat a la Samoa britànica amb el 5è de Marines que just havia muntat el campament a Wellington (Nova Zelanda), després de desembarcar del USAT Wakefield, i no estava programat que el 1r regiment arribés fins a l'11 de juliol. El 1r batalló d'exploradors es trobava a Nova Caledònia, i el 3r batalló de Defensa es trobava a Pearl Harbor. Totes les unitats de la divisió, amb l'11è regiment (artilleria), i el 10è batalló, armat d'obusos de 75 mm, es reunirien a Fiji.
A causa del canvi d'atac i de la mancança de vaixells d'atac i de càrrega de combat, tots els camions de 2,5 tones, els obusos M1918 de 155 mm així com els equips de so van haver de ser deixats a Wellington. També a causa d'una vaga dels treballadors portuaris de Wellington, els Marines van haver de fer tot el canvi d'una unitat administrativa a una de combat.
Després d'11 dies de treball logístic sense paral·lel, els 16.000 marines van abandonar Wellington en 89 vaixells dirigint-se cap a les illes Salomó amb càrrega de combat per a 60 dies, sense tendes, roba de recanvi o petates, sense equips d'oficina o unitats de pagament. Entre les altres coses que tampoc van carregar en aquest primer enviament eren el repel·lent d'insectes o les mosquiteres. Juntament a la divisió hi anava el 1r Batalló Paracaigudista, que amb la resta de la divisió practicà els desembarcaments del 28 al 30 de juliol a l'illa Koro, que el general Vandergrift va descriure com un "desastre".
El 31 de juliol tot la força de marines va ser inclosa a la Task Force 61 del vicealmirall Frank J. Fletcher. Tota la divisió lluità com una unitat en la batalla de Guadalcanal fins a ser rellevada el 9 de desembre de 1942 per la Divisió Americal del general Alexander Patch. Aquesta operació comporta la primera de les tres Citacions Presidencials d'Unitat que guanyà la divisió durant la II Guerra Mundial (les altres dues les obtindria per les batalles de Peleliu i Okinawa.). La batalla tingué un cost de 650 morts en combat, 1.278 ferits en acció i 8.580 baixes per malària i 3 desapareguts en acció.
Després de la batalla de Guadalcanal, la divisió va ser enviada a Melbourne (Austràlia) per descansar i reavituallar-se. Va ser durant aquesta estada que la divisió va adoptar la cançó tradicional australiana "Waltzing Matilda" com a himne de batalla. Avui dia segueix aquest costum.
La divisió tornaria a entrar en acció durant l'operació Roda de Carro, nom clau de les campanyes a Nova Guinea i a Nova Bretanya. Van desembarcar al cap Gloucester el 26 de desembre de 1943, lluitant a Nova Bretanya fins al febrer de 1944 en llocs com la Cala Suïcida (Suicide Creek) o el Pas Tort (Ajar Ridge). Durant el transcurs de la batalla la divisió va tenir 310 morts i 1.083 ferits. Després de la batalla van ser enviats a Pavuvu, a les illes Russel per descansar.
La següent batalla va ser la sagnant batalla de Peleliu. Van desembarcar el 15 de setembre de 1944 com a part del III Cos Amfibi. El comandant de la divisió, Major General William H. Rupertus, havia previst que la lluita seria "dura però curta. Durarà 3 ó 4 dies, un combat com a Tarawa. Dur però veloç. Llavors podrem tornar a la zona de descans". Desmuntant totes les prediccions, només en la primera setmana de combats la divisió va patir 3.946 baixes mentre que asseguraven els camps d'aviació claus. La divisió va haver de lluitar a Peleliu durant un mes abans de ser rellevada. Alguns dels combats més sagnants de tota la guerra van tenir lloc en llocs com el Pas del Nas Sagnant (Bloody Nose Ridge) i els passos centrals de l'illa, que formaren la Bossa Umurbogol. El mes de combats contra la 14a divisió japonesa a Peleliu va tenir un cost de 1.252 marines morts i 5.274 ferits.
La darrera campanya de la divisió durant la II Guerra Mundial seria la batalla d'Okinawa. La importància estratègia d'Okinawa consistia en el fet que proporcionaria un port per a la flota, zones d'estada per a les tropes i camps d'aviació propers al Japó. La divisió desembarcà l'1 d'abril de 1945 formant part del III Cos Amfibi. La seva missió inicial, conjuntament amb la 6a divisió de marines era netejar la meitat nord de l'illa, la qual cosa eren capaços de fer ràpidament. El XXIV Corps es trobà una resistència més ben formada al sud, i a finals d'abril la 1a de marines va haver d'anar al sud on rellevà la 27a divisió d'infanteria. La divisió va combatre a Okinawa fins al 21 de juny de 1945, quan l'illa va ser declarada com a segura. La 1a divisió va haver de fer front al 32è Exèrcit japonès en llocs com el Pas Dakeshi, el Pas Wana, el Turó Pa de Sucre (Sugarloaf Hill) o el Castell Shuri (Shuri Castle). Els combats a Okinawa van tenir un cost de 1.655 morts en acció.
Després de la rendició del Japó, la divisió va ser enviada al nord de la Xina com a principal element combatiu del III Cos Amfibi, amb la missió principal de repatriar els centenars de milers de civils i militars japonesos que encara residien allà. Van desembarcar a Taku el 30 de setembre de 1945, aquarterant-se a les ciutats de Tientsin i Peiping (província de Hebei), amb la Guerra Civil Xinesa entre el Kuomintang i el Partit Comunista Xinès per tot arreu. La major part dels membres de la divisió han haver de protegir transports de subministrament, ponts i dipòsits perquè les ciutats continuessin disposant de menjar i carbó. Durant aquest temps van anar lluitant cada vegada més amb els soldats de l'Exèrcit Popular d'Alliberament, que veien els ferrocarrils i d'altres infraestructures com a objectius contra els que llançar els seus atacs.
A l'estiu de 1946 la divisió començà a patir els efectes de la desmobilització i la seva eficiència de combat va caure per sota del nivell de temps de guerra; però malgrat això, els seus efectius continuaren a la Xina. Mentre que semblava cada cop més aparent que les negociacions entre les diferents faccions xineses es col·lapsarien s'anà planificant la retirada de totes les unitats de marines de Hebei; i les darreres unitats de la divisió abandonaren Xina l'1 de setembre de 1947.

### Guerra de Corea

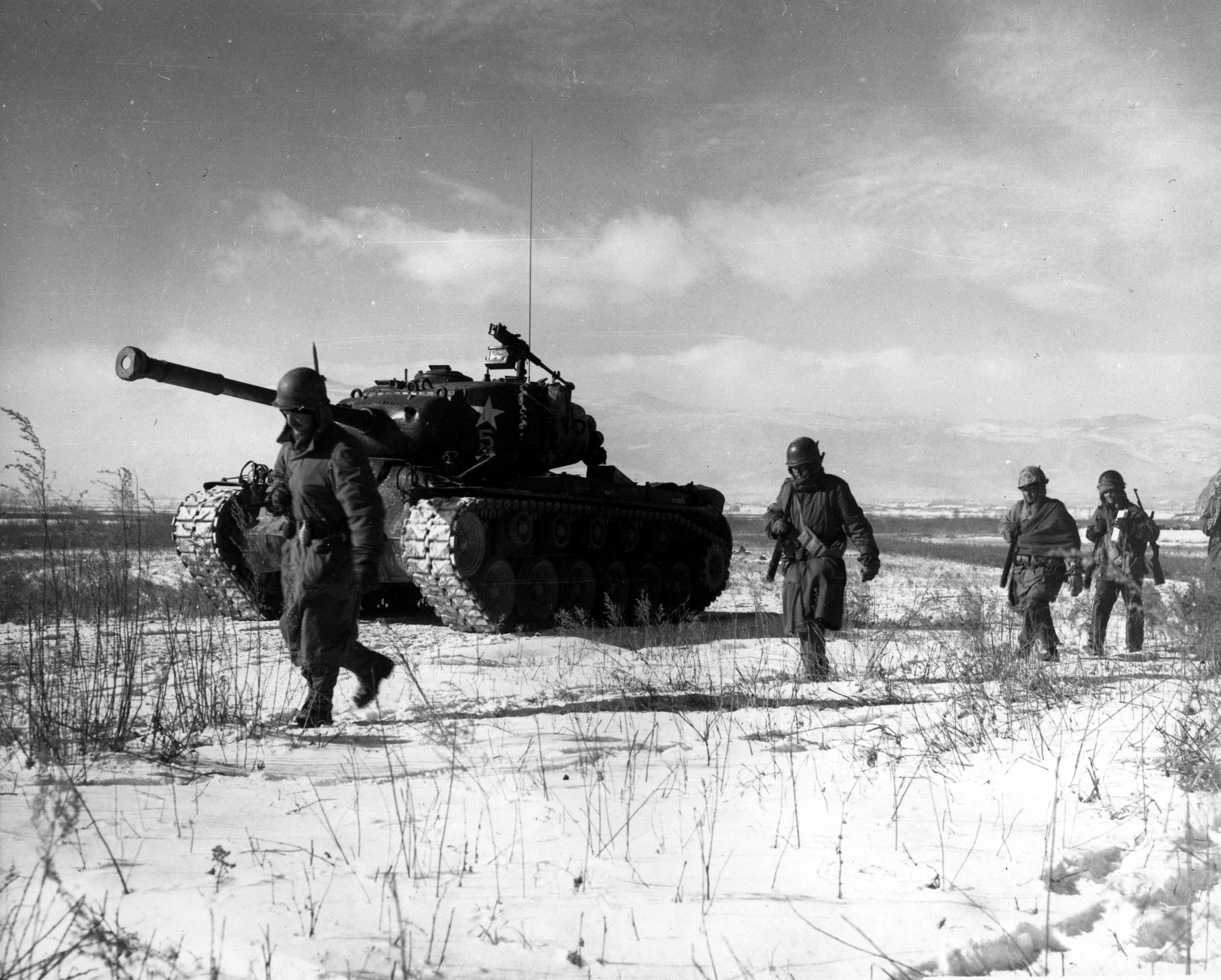
Marines de la 1a Divisió en la batalla de la Reserva de Chosin.

Després del final de la II Guerra Mundial i de la rebaixa d'efectius de la postguerra, el 1950 la divisió només tenia la força d'un regiment de combat reforçat. La divisió es formaria al camp de batalla i participaria en l'assalt amfibi d'Inchon a les ordres del general MacArthur. "The Old Breed" va ser la unitat encarregada per encapçalar el desembarcament a Inchon el 15 de setembre de 1950. A Inchon, la divisió va haver de fer front a un dels desafiaments més descoratjadors, car va haver de desplegar-se ràpidament quan encara li mancava el 3r regiment d'infanteria i va rebre l'ordre de llançar un assalt amfibi contra una ciutat i en les pitjors condicions de marea a les que mai s'havia enfrontat. Després de desembarcar van ser traslladats al nord i, després de durs combats a Seül van alliberar la ciutat.
Després de l'alliberament de Seül, la divisió va ser embarcada i traslladada a la costa oriental de Corea, sent desembarcada a Wonsan. Formant part del X Cos, comandat pel major general de l'exèrcit Edward Almond, la divisió va haver de dirigir-se al nord cap al riu Yalu el més de pressa possible. El comandant de la divisió, Major General O.P. Smith, no estava d'acord amb els seus superiors i estava convençut que no tenien prou forces, a més que les tropes xineses havien entrat a la guerra. Així doncs, alentí el seu avanç i consolidà totes les posicions a cada oportunitat. La 1a divisió va ser atacada per set divisions xineses el 27 de novembre de 1950. Van lluitar en la embassamant Chosin contra 7 divisions comunistes xineses, patint uns 900 morts, uns 3.500 ferits i més de 6.500 baixes per causes alienes al combat, principalment congel·lació durant la batalla. La major part del 9è Exèrcit Xinès resultà inútil i s'estima que patí unes 37.500 baixes intentant expulsar els marines del Chosin Congelat.
A inicis de 1951 la divisió participà en diverses ofensives de les Nacions Unides a la Corea central i oriental. A això seguí una defensa contra l'ofensiva de primavera xinesa, formada per uns 500.000 soldats. Al juny de 1951 la 1a divisió de marines havia assegurat el terreny al voltant del, fent-se forta en una línia defensiva de 17 km.
A mitjans de març de 1952 el Vuitè Exèrcit, al qual s'havien afegit als marines, llançà l'operació Mixmaster. L'operació va ser un redesplegament massiu de les forces de les Nacions Unides dissenyada per posar més unitats de l'exèrcit sud-coreà a la principal línia de resistència. La 1a divisió va ser destinada a la punta occidental de la línia de Nacions Unides, defensant un front de 56 km que seguia el corredor entre Pyongyang i Seül. Durant la major part de l'any següent, en el que s'anomenaria la "Guerra dels Llocs Avançats", tindrien lloc petites accions localitzades consistents en mantenir i reconquerir diverses posicions de combat en llocs clau. Això canvià al març de 1953, quan els xinesos van llançar una ofensiva massiva sobre el front de Nacions Unides. Els durs combats continuarien fins que l'Armistici entrés en vigència el 27 de juliol de 1953. Durant la Guerra de Corea la divisió tindria 4.004 morts i 25.864 ferits en accions de combat.

### Guerra del Vietnam
El 1965, el 7è Regiment de Marines participà en les operacions Starlite i Piranya, els primers grans enfrontaments de les tropes terrestres americanes al Vietnam. Al març de 1966, el quarter general de la 1a divisió s'establí a Chu Lai. Pel juny, tota la divisió es trobava al Vietnam. Entre març i octubre de 1966 i fins a maig de 1967, la divisió portà a terme 44 operacions. Durant l'Ofensiva del Tet el 1968, la divisió es va enfrontar en combats ferotges tant al Viet Cong com a l'Exèrcit Nord-vietnamita, tenint èxit en aconseguir fer recular els assalts enemics a les seves àrees d'operacions. La divisió va rebre la seva setena Citació Presidencial d'Unitat pel servei entre el 29 de març de 1966 al 15 de setembre de 1967, i una vuitena pel període comprès entre el 16 de setembre de 1967 al 31 d'octubre de 1968.
Després de sis anys de combats, la 1a Divisió de Marines tornà a la seva base a Camp Pendleton el 1971. el 1975, la divisió participà en l'evacuació de Saigon donant menjar i refugi temporal a Camp Pendleton als refugiats vietnamites a mesura que arribaven als Estats Units.

### Guerra del Golf
El 1990, la 1a Divisió de Marines formà el nucli de les forces enviades a l'Orient Mitjà en resposta a la invasió de Kuwait portada a terme per Iraq. Durant l'operació Escut del Desert la divisió donà suport a la I Força Expedicionària dels Marines en defensa de l'Aràbia Saudita davant l'amenaça iraquiana. El 1991, la divisió passà a l'ofensiva amb la resta de les forces de la coalició en l'operació Tempesta del desert. En només 100 hores d'ofensiva terrestre, la 1a divisió de marines ajudà a alliberar Kuwait, derrotant l'exèrcit iraquià en el procés.

### Operacions humanitàries als 90
Immediatament després al conflicte del Golf Pèrsic, la divisió envià unitats per ajudar en els esforç de rescat que seguiren un tifó a Bangladesh (operació Àngel del Mar) i a l'erupció del volcà Pinatubo a les Filipines (operació Vigília Ferotge). El desembre de 1992 portà a terme l'operació Restaurar Esperança a Somàlia. Més de 15.000 tones de menjar van poder ser distribuïdes en 398 punts d'assistència. La fase final de l'operació implicà la transició d'una força nord-americana de manteniment de la pau a una de les Nacions Unides, que acabà oficialment el 27 d'abril de 1993, quan el sector de Muqdisho va passar a mans de les Forces Armades Pakistaneses.

### Guerra d'Iraq
La 1a Divisió, sota el comandament de Major General James Mattis, va ser una de des dues grans forces terrestres que participaren en la Invasió de l'Iraq de 2003 com a component terrestre de la 1a Força Expedicionària Marine (I MEF). El desembre del 2002, el MajGen Mattis va proclamar "El President, l'Autoritat de Comandament Nacional i el poble americà necessiten velocitat. Aviat ens hi posarem amb els millors. El nostre principi serà velocitat, velocitat, velocitat. Inicialment la divisió lluità a través dels camps petrolers de Rumaila, dirigint-se cap a Basrah, llavors girà cap al nord per l'autopista 1 cap a An Nasariyah, una ciutat xiita propera a l'aeroport de Talil. Llavors es dirigí fins a Bagdad, assegurant Tikrit formant la Task Force Tripoli després de la caiguda de Bagdad. La divisió cobrí 808 km en 17 dies de combat, la penetraió més profunda en la història del cos de Marines. Després de la invasió la divisió es dedicà a portar operacions de seguretat i estabilització a Bagdad, Tikrit i a l'Iraq central i septentrional entre maig i octubre de 2003. Per les seves accions durant la guerra com a part de la I MEF la divisió va rebre la seva 9a Citació Presidencial d'Unitat.
La divisió tornà a Iraq al febrer de 2004 i va prendre el control de la província d'Al Anbar, a l'Iraq occidental; sent la unitat principal a les operacions Vigilant Resolve i  Phantom Fury el 2004. Durant febrer i març de 2005, la divisió va ser rellevada per la 2a divisió de marines, concloent l'estada més llarga a destí de tota la història del Cos. El 2006, la divisió tornà a Iraq com a element combatiu de terra de la I MEF a la província d'Al Anbar. Tornà a Camp Pendleton a inicis del 2007.

### Guerra de l'Afganistan
Des del 2008, batallons de la 1a divisió han estat destinats a l'Afganistan. El Quarter General i l'Estat Major de l'operació van ser enviats al març del 2010 per prendre el comandament de les forces de Marines a la Província de Helmand, operant en suport de l'operació Llibertat Duradora. És un desplegament d'un any de durada.

## Condecoracions d'unitat
| Gallardet                                                       | Condecoració                                                                                              | Any(s)                                                         | Informació addicional                                                              |
| --------------------------------------------------------------- | --- | -------------------------------------------------------------- | ---------------------------------------------------------------------------------- |
| Citació Presidencial d'Unitat                                   | Citació Presidencial d'Unitat de la Marina i el Cos de Marines amb una Estrella de Plata i tres de Bronze | 1942, 1944, 1945, 1950, 1950, 1951, 1966–1967, 1967–1968, 2003 | Guadalcanal, Peleliu-Ngesebus, Okinawa, Corea, Vietnam, Iraq                       |
| Insígnia Unificada d'Unitat Meritòria                           | Insígnia Unificada d'Unitat Meritòria                                                                     | 1992–1993                                                      | Somalia                                                                            |
| Elogi d'Unitat Naval                                            | Elogi d'Unitat Naval amb una Estrella de Bronze                                                           | 1952–1953, 1990–1991                                           | Corea, Sud-est Asiàtic                                                             |
| Medalla del Servei a Mèxic                                      | Medalla del Servei a Mèxic                                                                                | Abril – novembre de 1914                                       | Vera Cruz                                                                          |
| Medalla de la Campanya Dominicana                               | Medalla de la Campanya Dominicana                                                                         | Juny – desembre de 1916                                        |                                                                                    |
| Medalla de la Campanya de Haití                                 | Medalla de la Campanya de Haití amb una Estrella de Bronze                                                | Agost de 1915 – Agost de 1934                                  |                                                                                    |
| Medalla expedicionària del Cos de Marines                       | Medalla Expedicionària del Cos de Marines                                                                 |                                                                |                                                                                    |
| Medalla de la Victòria a la I Guerra Mundial                    | Medalla de la Victòria a la I Guerra Mundial amb una Estrella de Bronze                                   |                                                                |                                                                                    |
| Medalla del Servei de Defensa Americana                         | Medalla del Servei de Defensa Americana amb una Estrella de Bronze                                        | 1941                                                           | II Guerra Mundial                                                                  |
| Medalla de la Campanya Asiàtica-Pacífica                        | Medalla de la Campanya Asiàtica-Pacífica amb una Estrella de Plata i una de Bronze                        |                                                                | Guadalcanal, Nova Guinea Oriental, Nova Bretanya, Peleliu, Okinawa                 |
| Medalla de la Victòria a la II Guerra Mundial                   | Medalla de la Victòria a la II Guerra Mundial                                                             | 1941–1945                                                      | Guerra del Pacífic                                                                 |
| Medalla de l'Armada del Servei d'Ocupació                       | Medalla de l'Armada del Servei d'Ocupació amb "ASIA"                                                      |                                                                |                                                                                    |
| Medalla del Servei a la Xina                                    | Medalla del Servei a la Xina amb una Estrella de Bronze                                                   | Setembre de 1946 – Juny de 1947                                | Nord de la Xina                                                                    |
| Medalla del Servei a la Defensa Nacional                        | Medalla del Servei a la Defensa Nacional amb tres Estrelles de Bronze                                     | 1950–1954, 1961–1974, 1990–1995, 2001–present                  | Guerra de Corea, Guerra de Vietnam, Guerra del Golf, Guerra contra el Terrorisme   |
| Medalla de Servei a Corea                                       | Medalla del Servei a Corea amb dues Estrelles de Plata                                                    |                                                                | Inchon-Seul, Reserva de Chosin, Front Est-Central, Front Occidental                |
| Medalla Expedicionària de les Forces Armades                    | Medalla Expedicionària de les Forces Armades                                                              | 1992–1993                                                      | Somàlia                                                                            |
| Medalla del Servei a Vietnam                                    | Medalla del Servei al Vietnam amb dues Estrelles de Plata i tres de Bronze                                | July 1965 – April 1971, April – December 1975                  | Chu Lai, Da Nang, Dong Ha, Qui Nhon, Hue, Phu Bai, Quang Tri, Operació New Arrival |
| Medalla del Servei al Sud-oest Asiàtic                          | Medalla del Servei al Sud-oest Asiàtic amb dues Estrelles de Bronze                                       | Setembre de 1990 – Febrer de 1991                              | Escut del Desert, Tempesta del Desert                                              |
| Medalla de la Campanya d'Iraq                                   | Medalla de la Campanya d'Iraq                                                                             |                                                                | Març del 2004 – Març del 2005, Març del 2006 – Febrer del 2007                     |
| Medalla Expedicionària de la Guerra Global contra el Terrorisme | Medalla Expedicionària de la Guerra Global contra el Terrorisme                                           |                                                                | Març – Maig del 2003                                                               |
| Medalla de Servei la Guerra Global contra el Terrorisme         | Medalla del Servei a la Guerra Global contra el Terrorisme                                                | 2001–present                                                   |                                                                                    |
| Citació Presidencial Coreana d'Unitat                           | Citació Presidencial Coreana d'Unitat                                                                     |                                                                |                                                                                    |
| Creu a la Valentia amb Palma                                    | Creu a la Valentia amb Palma (Vietnam)                                                                    |                                                                |                                                                                    |
| Medalla de la República de Vietnam per les Accions Civils       | Medalla de la República de Vietnam per les Accions Civils                                                 |                                                                |                                                                                    |